# Атлас (хотел в Солун)
„Атлас“ (на гръцки: Ξενοδοχείο «Άτλας») е емблематичен хотел в град Солун, Гърция.

## Местоположение
Зданието е разположено на улица „Егнатия“ № 40.

## История
Сградата е построена в 1929 година по проект на гръцкия архитект Георгиос Камбанелос и по поръчка на братята Апалас. Той е един от малкото хотели за времето си, който се управлява от собствениците. Принадлежи към хотелите от клас „А“ заедно с „Виени“, „Мегали Вретания“, „Минерва“, „Андромеда“ и „Неа Митрополис“ на улица „Сингрос“. В 1983 година е обявен за защитен обект. Работи като хотел до 2018 година.

## Архитектура
Сградата се състои от партер и три етажа. Четириетажната сграда е с елементи на еклектика и модернизъм, сред които отвори отстрани на арката. Сградата показва ясно разделение на основа (партер с оберлихт), етажи и корона (корниз и парапет). Лицето е организирано симетрично, с двойни редици отвори. Централната ос е подчертана от дъгата, която лежи върху големи богато украсени бразди и от главния вход. Отворите на първия етаж са сводести, по-големи и с рамка тип портик и се различават от тези на другите два. Под леко изпъкналия корниз на короната има назъбена декоративна лента и на нивото на третата релефна декоративна лента, както между, така и над отворите.